# A659-es autópálya (Németország)
Az A659-es autópálya (németül: Bundesautobahn 659) egy autópálya Németországban. Hossza 7 km.